# Каатинга

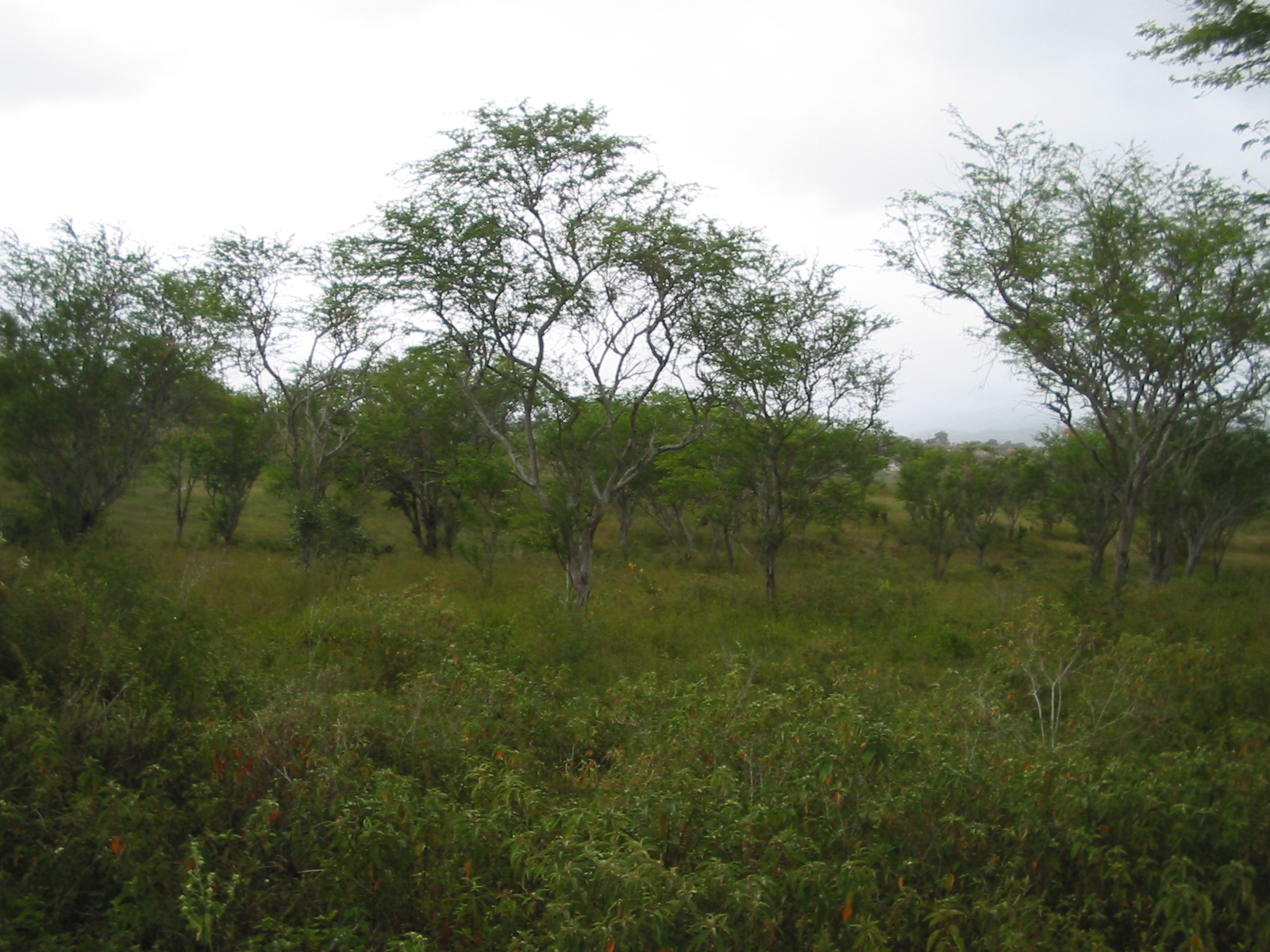
Каатинга в сезон дощів

7°36′46″ пд. ш. 39°26′01″ зх. д. / 7.612796° пд. ш. 39.433699° зх. д.
Каати́нга (порт. Caatinga — запозичення з мов тупі-гуарані: каа («ліс») + тинга («білий») = букв. «білий ліс») — низькорослі посухостійкі ліси Бразилії. Поширені на просторих площах між кампосами на Півдні та вічнозеленими тропічними лісами на Півночі.
Тип рослинності та екосистема з таким типом рослинності переважно в північно-східній частині Бразилії. Каатинга покриває між 700 000 км² і 1 000 000 км² (залежно від джерела), понад 10 % території країни. Екосистема каатинги здебільшого збігається із географічним районом сертао.

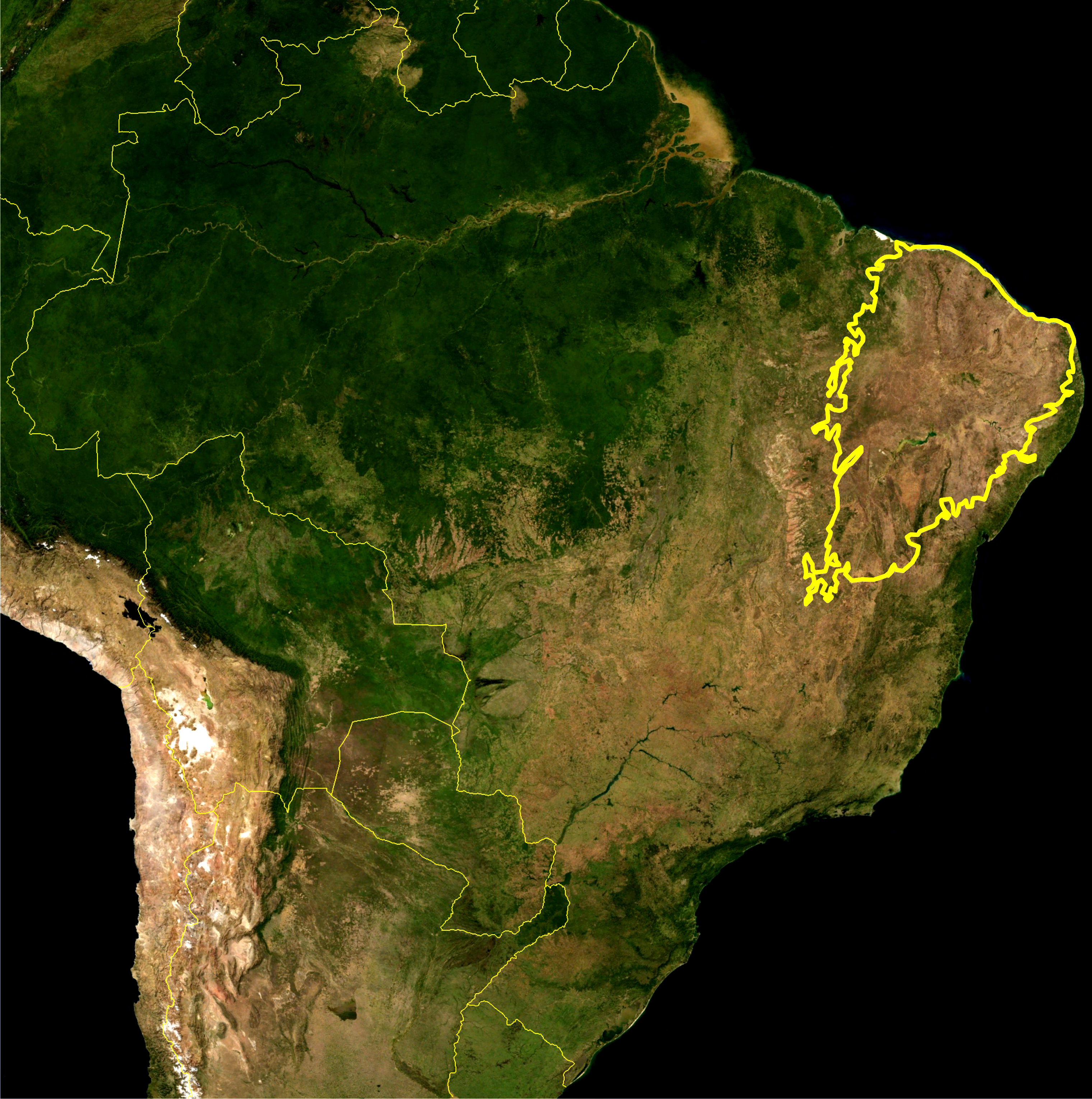
Каатинга на супутниковій мапі

Каатинга складається перш за все з малих, колючих листопадних дерев. Кактуси, рослини з товстими стовбурами, колючі чагарники і посухостійкі трави вкривають поверхню землі. Багато однорічних рослин ростуть, квітують і вмирають протягом короткого сезону дощів.
У порівнянні з кампосами, що розташовані західніше, в каатинзі більш сухий клімат. Сухий період в каатинзі триває 3/4 року, перериваючись короткими, бурхливими дощами. Як і кампос, каатинга являє собою район інтенсивного тваринництва. Для каатинги характерна саванна фауна.

## Географія
Каатинга охоплює внутрішню частину північно-східної Бразилії, що межує з узбережжям Атлантичного океану (за винятком краю Атлантичного лісу), і простягається через дев'ять штатів: П'яуї, Сеара, Ріу-Гранді-ду-Норті, Параїба, Пернамбуку, Алагоас, Сержіпе, Баїя та частина Мінас-Жерайс. Загалом Каатинга займає 850 000 км², що становить близько 10 % площі Бразилії. Для порівняння, це у дев'ять разів більше площі Португалії, звідки прибули перші європейські поселенці до Бразилії.
Розташований між 3° пд. ш. 45° зх. д. і 17° пд. ш. 35° зх. д., Катінга зазнає впливу нерегулярних вітрів, що дмуть з усіх напрямків. Тому опади випадають з перервами, але інтенсивно, в середньому 20-80 см (7,9-31,5 дюйма). Хоча клімат, як правило, жаркий і напівзасушливий, Каатинга включає кілька анклавів вологого тропічного лісу з деревами заввишки 30-35 м (98-115 футів).
На північному заході Каатинга обмежена лісами Мараньян-Бабасу, на заході і південному заході — атлантичними сухими лісами і саванами Серрадо, на сході — вологими атлантичними прибережними лісами, а на півночі і північному сході — Атлантичним океаном.